# جانی بری
جانی بری (به انگلیسی: Johnny Berry) بازیکن فوتبال زادهٔ ۱ ژوئن ۱۹۲۶ اهل انگلستان که سابقهٔ بازی در تیم ملی فوتبال انگلستان را در کارنامهٔ خود دارد. وی در تاریخ ۱۷ مه ۱۹۵۳ نخستین بازی ملی خود را در مقابل تیم ملی فوتبال آرژانتین انجام داد و با حضور در ۴ بازی ملی، در تاریخ ۱۶ مه ۱۹۵۶ واپسین بازی ملی‌اش را در برابر تیم ملی فوتبال سوئد برگزار کرد.